# لياندرو فيجا
لياندرو فيجا (بالإسبانية: Leandro Vega)‏ (27 مايو 1996 [[خوسيه سي. باز (بوينس آيرس)]] الأرجنتين - ) هو لاعب كرة قدم أرجنتيني، شارك في كرة القدم في الألعاب الأولمبية الصيفية 2016.

## وصلات خارجية
لياندرو فيجا على موقع الاتحاد الدولي (مؤرشف)  (الإنجليزية)
- لياندرو فيجا على موقع قاعدة بيانات كرة القدم.إي يو (الإنجليزية)
- لياندرو فيجا على موقع Soccerway.com (الإنجليزية)
- لياندرو فيجا على موقع أوليمبيديا (الإنجليزية)
- لياندرو فيجا على موقع اللجنة الأولمبية الأرجنتينية (الإسبانية)
- لياندرو فيجا على موقع AS.com (الإسبانية)